# Lol Coxhill

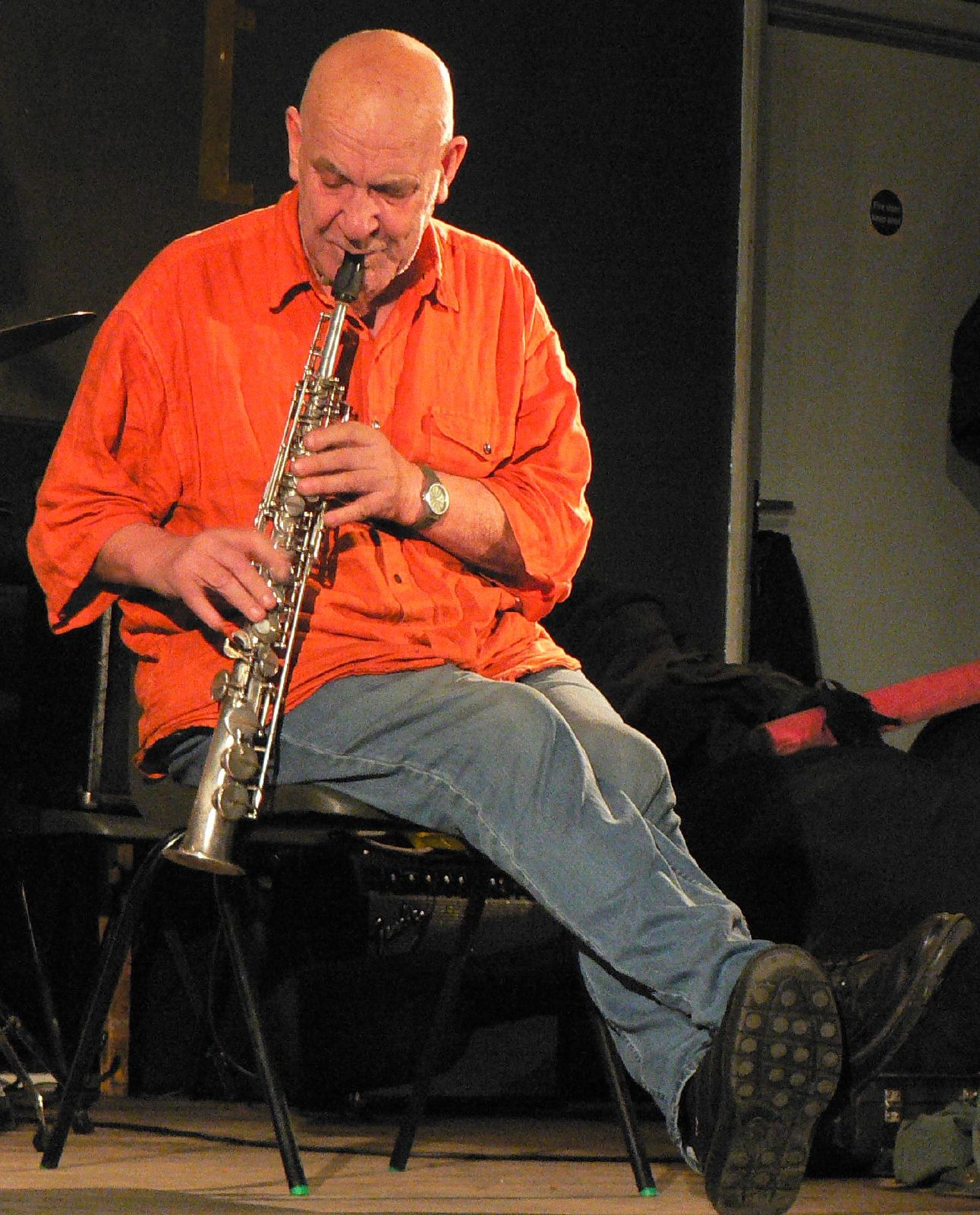
Lol Coxhill en el Red Rose Club en 2007.

George Lowen Coxhill (19 de septiembre de 1932 - 10 de julio de 2012), conocido generalmente como Lol Coxhill, fue un saxofonista de libre improvisación y narrador inglés. Tocaba el saxofón soprano y sopranino.

## Biografía
Coxhill nació en Portsmouth, Hampshire, Reino Unido, y sus padres fueron George Compton Coxhill y Mabel Coxhill Margaret (née Motton). Creció en Aylesbury, Buckinghamshire, y se compró su primer saxofón en 1947. Después del servicio nacional se convirtió en un músico semi-profesional ocupado, recorriendo bases aéreas de Estados Unidos con los afro-cubistas de Denzil Bailey y el Combo Graham Fleming. En la década de 1960 interpretó con visitantes de blues estadounidense, soul y músicos de jazz como Rufus Thomas, Mose Allison, Otis Spann, y Champion Jack Dupree. También desarrolló su práctica de tocar el saxofón solista acompañado, a menudo haciendo música en la calle con actuaciones informales. Aparte de su forma de tocar en solitario, actuó principalmente como acompañante o como colaborador de igualdad, en lugar de un líder convencional - Lol Coxhill no tenía regularmente un trío o cuarteto como normalmente se espera de un saxofonista. En su lugar, había muchas colaboraciones intermitentes pero de larga duración con músicos con gustos similares.
A finales de 1960 y principios de 1970, fue miembro de la escena de Canterbury de las bandas Carol Grimes and Delivery y los Kevin Ayers and the Whole World.

## Discografía

### Como líder
- Ear of Beholder (Dandelion)
- Toverbal Sweet (Mushroom Records)
- Fleas In Custard with guitarist G.F Fitzgerald. Caroline)
- Miller/Coxhill (with Steve Miller on piano). Caroline
- The Story So Far...Oh Really! with Steve Miller (acreditado como Stephen Miller) piano. Caroline
- Welfare State/Lol Coxhill with Welfare State Theatre Group. Caroline
- "Murder In The Air" (12" Single)
- Diverse. Ogun
- The Joy of Paranoia. Ogun
- Frogdance. Channel 4 soundtrack
- The Promenaders con otros improvisadores-libres busking en Brighton paseo marítimo. Y Records
- Digswell Duets. Random Radar Records
- French Gigs con Fred Frith. AAA
- Echoes of Duneden with guitarist G. F. Fitzgerald
- Three Blokes. FMP
- Chantenay 80 (con Maurice Horsthuis y Raymond Boni) (nato)
- Instant replay (nato)
- The Dunois Solos (nato)
- Cou$cou$ (nato)
- 10:02 (con Daniel Deshays) (nato)
- Café de la place (nato)
- Halim (con Pat Thomas) (nato)
- The rock on the hill (con Barre Phillips y JT Bates) (nato)
- The Hollywell Concert (SLAM)
- The Inimitable (Chabada - 10" LP)
- Before My Time (Chabada - 10" LP)
- Slow Music with Morgan Fisher (Pipe Records)
- two tracks for Miniatures 1 & 2, producido por Morgan Fisher (Cherry Red Records)

### Como colaborador/músico de sesión
- Shooting at the Moon - Kevin Ayers and the Whole World (1970)
- No Roses - Shirley Collins y el Albion Country Band (1971)
- "Tokoloshe Man" - John Kongos (1971)
- Boo - Juliet Lawson. Sovereign Records (1972)
- 1984 - Hugh Hopper (1973)
- The Confessions of Dr. Dream and Other Stories - Kevin Ayers (1974)
- Music for Pleasure - The Damned (1977)
- Way & Bar - John Otway & Wild Willy Barrett (1980)
- Krazy Kong Album - Wild Willy Barrett (1980) - Solo de saxo en el título de la pista
- The Death of Imagination - Penny Rimbaud. Red Herring Records (1975)
- Lol Coxhill & Totsuzen Danball. Wax Records TKCA-30119 (1983)
- The Flying Padovanis - Va Plus Haut (1982) - Solo de saxo en la pista

## Filmografía
- Frogdance, un documental sobre Coxhill, fue mostrado por Channel 4 (1987)
- Aparece como mayordomo en la película de Sally Potter de 1992 Orlando
- Aparición en la temporada cinco del episodio "A Much Underestimated Man" de la serie de detectives de televisión Strangers (un precursor de la serie Bulman)
- Apareció como sacerdote en la película de Derek Jarman de 1986 Caravaggio

## Otras lecturas
- The Bald Soprano: A Portrait of Lol Coxhill by Jeff Nuttall. Nottingham, Tak Tak Tak, 1989.
- The Sound of Squirrel Meals: The Work of Lol Coxhill edited by Barbara Schwarz, Black Press, 2006.